# Jean-Louis Coatrieux
Jean-Louis Coatrieux, né le 23 mai 1946 à Saint-Denis, est un chercheur français spécialiste de l’imagerie numérique médicale. Il est également écrivain et essayiste et a publié de nombreux ouvrages, notamment aux éditions La Part Commune, Apogée et Riveneuve éditions.

## Biographie
Né de parents originaires de Saint-Nicolas-du-Pélem et de Locuon, il va étudier à l'Institut polytechnique de Grenoble ainsi qu'à l'Université Joseph-Fourier (Grenoble-I). Il soutient en 1973 à l'Université de Rennes I sa thèse de doctorat de 3e cycle sur le sujet « Étude et réalisation d'un dispositif de mesure de la densité de probabilité en amplitude d'une grandeur aléatoire ». Il se tourne alors vers la médecine et présente sa thèse d’état intitulée « Traitement de signaux électromyographiques et décisions associées » en 1983. Ses travaux s’orientent ensuite vers l’imagerie médicale 3D, la vision par ordinateur, la thérapie guidée par l’image et la modélisation de systèmes complexes, thèmes auxquels il sera parmi les premiers à s’intéresser. Assistant puis Maître de Conférences, il devient directeur de recherche à l'Inserm en 1986 et dirige le Laboratoire de traitement du signal et de l'image de l'Université de Rennes-I de 1993 à 2003. Il est par ailleurs responsable des technologies pour la santé au Ministère de la recherche de 1998 à 2001.
Son travail dans le domaine lui donne une reconnaissance internationale saluée par de nombreux prix. Il recevra notamment six prix décernés par l'Institute of Electrical and Electronics Engineers, dont le IEEE Career Achievement Award pour l'ensemble de sa carrière.
Également écrivain, il publie des poèmes, des récits et des essais. Ses livres sont inspirés par la Bretagne intérieure (L’ordre du jour et L’intérieur des terres), conduits sous forme de dialogues à la fois réels et imaginaires avec les écrivains qu’il a connus ( les entendre parler et In absentia) et qui ont pour beaucoup accompagné ses premiers pas en littérature (entre autres Charles Le Quintrec, Eugène Guillevic, Pablo Neruda, Xavier Grall ou Georges Perros) et des coups de cœur pour des auteurs oubliés comme Marie Le Franc (Appelons-la Marie). Avec Mariano Otero, ils alternent tous les deux textes sur peintures ou peintures de textes (Tango-Monde).
Il se consacre par ailleurs à la littérature bretonne et du monde en participant au comité de rédaction de la revue Hopala !. Outre des notes de lecture et des articles sur Tahar Ben Jelloun ou Danielle Collobert, il a préparé par exemple un numéro consacré à la littérature des premières nations du Québec. Avant d'être accaparé par ses recherches scientifiques, il fut un des premiers à s'interroger (article « Poésie révolutionnaire? », revue Sav Breizh no 18, p. 38-39, mars 1974) sur la notion de littérature bretonne en langue française et sur son caractère révolutionnaire.[réf. nécessaire]
Ses ouvrages font l'objet de chroniques dans de nombreuses revues Hopala ! Europe, La République des lettres, En attendant Nadeau, Unidivers, Encres vagabondes, Bretagne Actuelle...

### Publications dans le cadre universitaire
Plus de 300 articles publiés dans de nombreuses revues IEEE comme IEEE Transactions on Biomedical Engineering, Trans. on Medical Imaging, Trans. on Systems, Man and Cybernetics, Information Technology in Biomedicine, Image Processing, Proceedings of IEEE, etc. Il a été aussi éditeur ou co-éditeur de livres et d’actes de conférences :
- Computer Graphics in Medicine, Special Issue, ITBM-IRBM, 1987 (https://www.sciencedirect.com/journal/irbm)
- Expert systems in Medicine, Special Issue, ITBM-IRBM, 1987
- 3D Imaging in Medicine, Special Issue, IEEE Eng. Med. Biol., 1989 (https://ieeexplore.ieee.org/document/5005714)
- Innovations in Biomedical Engineering in the year of the European Unified Market, co-éditeurs S Laxminarayan, J-P Morucci et R Plonsey, Proceedings 14th Annual International * * Conference of the IEEE-EMBS, Paris, November 1992, 7 volumes.
- Biomedical Imaging, co-editor C Roux, Summer School Book Series, IEEE Press, 1994-2020, 14 volumes
- Contemporary perspectives in 3D Biomedical Imaging, with Christian Roux, IOS Press, 1997 (https://www.iospress.com/catalog/books/)
- The Physiome and Beyond, with James Bassingthwaighte,   Proceedings of the IEEE. 2006 (https://ieeexplore.ieee.org/stamp/stamp.jsp?arnumber=1618628)

La liste détaillée de ses différents articles se trouve sur le site du LTSI [archive].

### Littérature
- L'Ordre du jour, poésie, Kelenn, 1981.
- L'Intérieur des terres, illustré par Mariano Otero, La Part commune, 2008. [traduit en chinois et publié en bilingue par SEU Press, Nankin, Chine, 2014]
- Une question de temps, avec Jean-Charles Castel, La Part commune, 2010.
- Tango - Monde, autour de peintures de Mariano Otero, La Part commune, 2010.
- À les entendre parler : Grall, Guillevic, Guilloux, Perros, Robin, Segalen, illustré par Mariano Otero, La Part commune, 2011.
- La Vie à chercher, préface d'Yves Meyer, La Part commune, 2012.
- Appelons-la Marie : Rencontre avec Marie Le Franc, Riveneuve éditions, coll. « Arpents », 2012.
- In absentia : Nazim Hikmet, Federico Garcia Lorca, Pablo Neruda, illustré par Mariano Otero, La Part commune/Chemins de tr@verse, 2013.
- Quand le corps fait défaut, préface de Pierre Tanguy, Riveneuve éditions, coll. « Arpents », 2014.
- Là où la rivière se repose, La Part Commune, 2014.
- L'intérieur des terres, version bilingue français- chinois, aquarelles de Mariano Otero, SEU Press (Chine), 2014.
- Xiaoling, Nouvelles de Chine, Éditions Apogée, 2016
- Qui de nous deux sera l'autre ?, La Part Commune, roman, 2016.
- Alejo Carpentier, De la Bretagne à Cuba, Éditions Apogée, essai, 2017.
- Macron à l'épreuve de Gustave Le Bon, avec Michel Kerbaol, La Part Commune, essai, 2017.
- Enfants de 68, La Part Commune, roman, 2017.
- Entretien avec Mariano Otero, dans Affiches d'un engagement, La Part Commune, 2017.
- Cours, Mounia, sauve-toi, Riveneuve éditions, poésie, 2018.
- Le Rêve d'Alejo Carpentier. Coabana, Éditions apogée, 2019.
- Les Baigneuses, autour des peintures de Mariano Otero, La Part Commune, 2020.
- Le rêve d'Alejo Carpentier. Orinoco, Éditions Apogée, 2021.
- Tu seras une femme, ma fille, Riveneuve, 2022.
- Parle-moi, s'il te plait, La Part Commune, 2022.
- Natcho, l’enfant du barrio, Riveneuve éditions, 2023.
- De science et de littérature, conversations avec Jean Cloarec, éditions les Chemins de traverse, 2023.
- Fleur, éditions La Part Commune, 2024.

Ouvrages collectifs
- Secoue-toi-Bretagne ! Essai sur les enjeux de l'économie régionale, avec Jacques D. de Certaines, Jean-Pierre Coudreuse et André Lespagnol, Éditions Apogée, 2013.
- La Bretagne des écrivains, coordonné par Alain-Gabriel Monot, Éditions Alexandrines, 2014.
- L'Aurore boréale, Écouter les silences, Éditions Les amis de Marie Le Franc, 2014.
- La Bretagne en crises ?, dir. par Jacques de Certaines et Yves Morvan, Éditions des Ragosses, 2015.

Catalogue d’exposition
- Mariano Otero, Être peintre, Ville de Dinard éditions, 2012.

Préfaces/Postfaces
- Pour entrer dans Grenade, Gabrielle Garcia, Mare Nostrum, 2013.
- Ma fille au ventre rond, de Pierre Tanguy, La Part Commune, 2015.
- Mariano Otero, La grâce du trait (contribution), Musée de Vannes, éditions Locus Solus, 2023.

## Distinctions
- 1987 : IEEE Accomplishment Award, Engineering in Medicine and Biology Society, New York (USA).
- 1988 : IEEE Accomplishment Award, Engineering in Medicine and Biology Society, New York (USA).
- 1989 : IEEE Leadership Award, Engineering in Medicine and Biology Society, New York (USA).
- 1990 : European Commission Award, Kiss project.
- 1992 : Conicit Award, Venezuela.
- 1992 : European Society for Engineering in Medicine Award.
- 1994 : Nomination au titre de Professeur au New Jersey Institute of Technology (USA).
- 1999 : IEEE Engineering in Medicine and Biology Award, Engineering in Medicine and Biology Society, New York (USA).
- 2000 : IEEE Third Millennium Award, Engineering in Medicine and Biology Society, New York (USA).
- 2000 : Médaille de la Ville de Rennes.
- 2001 : Nomination comme Professeur Honoris Causa à l'Université du Sud-Est de Nankin (Chine)
- 2002 : Nomination au grade de Fellow de l'International Federation of Medical and Biological Engineering (en) (IAMBE).
- 2006 : Distinction de Fellow de l’American Institute of Biomedical Engineering, Washington, USA.
- 2006 : IEEE Career Achievement Award, Engineering in Medicine and Biology Society, New York (USA).
- 2006 : Médaille de la Région Bretagne.
- 2009 : Prix Claude Fourcade, remis par la Société Française de Génie Biologique et Médical. (SFGBM), France.
- 2013 : Jiangsu Award, Chine.